# Bořetice (Břeclavi járás)
Bořetice település Csehországban, Břeclavi járásban. Bořetice Vrbice, Kobylí, Velké Pavlovice és Němčičky településekkel határos. Lakosainak száma 1379 fő (2024. január 1.).

## Népesség
A település lakosságának változását az alábbi diagram mutatja:
| Lakosok száma | 850  | 937  | 1279 | 1291 | 1334 | 1313 | 1287 | 1289 | 1293 | 1379 |
|               | 1869 | 1890 | 1921 | 1950 | 1980 | 2001 | 2017 | 2019 | 2022 | 2024 |